# Sierra ingletadora
La  sierra ingletadora es una herramienta que pertenece a la misma categoría que la sierra de calar o la circular, e incluso la tronzadora. Su uso no es otro que el de cortar distintos materiales como madera, metal o pvc, pero hay una serie de características que la diferencian del resto.
Se encuentra en la familia de herramientas de corte, y dentro de ella, pertenece al grupo de herramientas de corte con desprendimiento de material. Se caracteriza a grandes rasgos por poder serrar o hacer cortes transversales al material, ya sea madera o metales. Por sus características podremos cortar con precisión molduras, jambas y rodapiés.
De este tipo de herramienta podemos encontrar diferentes acepciones:
1. Sierra eléctrica portátil, que se coloca sobre una mesa o un banco de carpintero, que tiene una sierra de disco acoplada directamente al eje del motor, y a su vez montada sobre un brazo que permite subir y bajarla la sierra mediante un mango, que sirve para serrar a escuadra, a ángulos de 45  o 22,5º o con cualquiera otro ángulo la testa de una pieza de madera colocada en la guía.[2]
2. Herramienta que nos permite hacer cortes de madera a ángulos de 90°, 45° o 22,5º, ayudándose de un serrucho de cordón.